# Смъртта на търговския пътник
„Смъртта на търговския пътник“ е българска телевизионна театрална постановка от 1985 година на режисьорката Магда Каменова. Създадена е по едноименната пиеса от Артър Милър. Редактор е Антон Антонов-Тонич. Оператор е Константин Хаджиев.

## Актьорски състав
- Георги Калоянчев – Уили Ломан
- Леда Тасева – Линда
- Илия Караиванов – Биф
- Георги Кадурин – Хепи
- Любомир Димитров – Чарли
- Стефан Илиев – Бен
- Анета Сотирова – жената
- Богдан Глишев – Хуард
- Николай Сотиров – Бернард
- Николай Ганчев – Стенли
- Емануела Шкодрева – мис Форсайт